# Bonhomme Township
Bonhomme Township est un township, situé dans le comté de Saint-Louis, dans le Missouri, aux États-Unis,.
Le township est baptisé en référence au cours d'eau Bonhomme Creek (en).

### Source de la traduction
- (en) Cet article est partiellement ou en totalité issu de l’article de Wikipédia en anglais intitulé « Bonhomme Township, St. Louis County, Missouri » (voir la liste des auteurs).